# Chvalozpěv (novela)

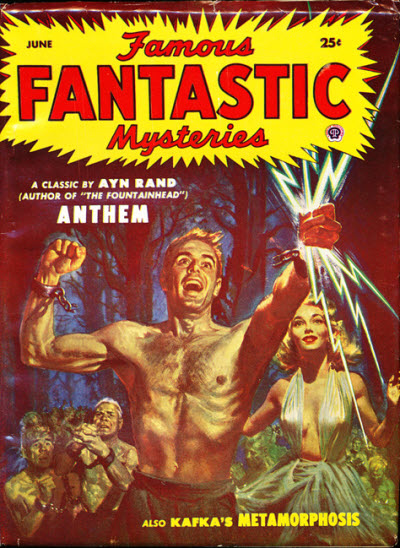
Vydání z roku 1953

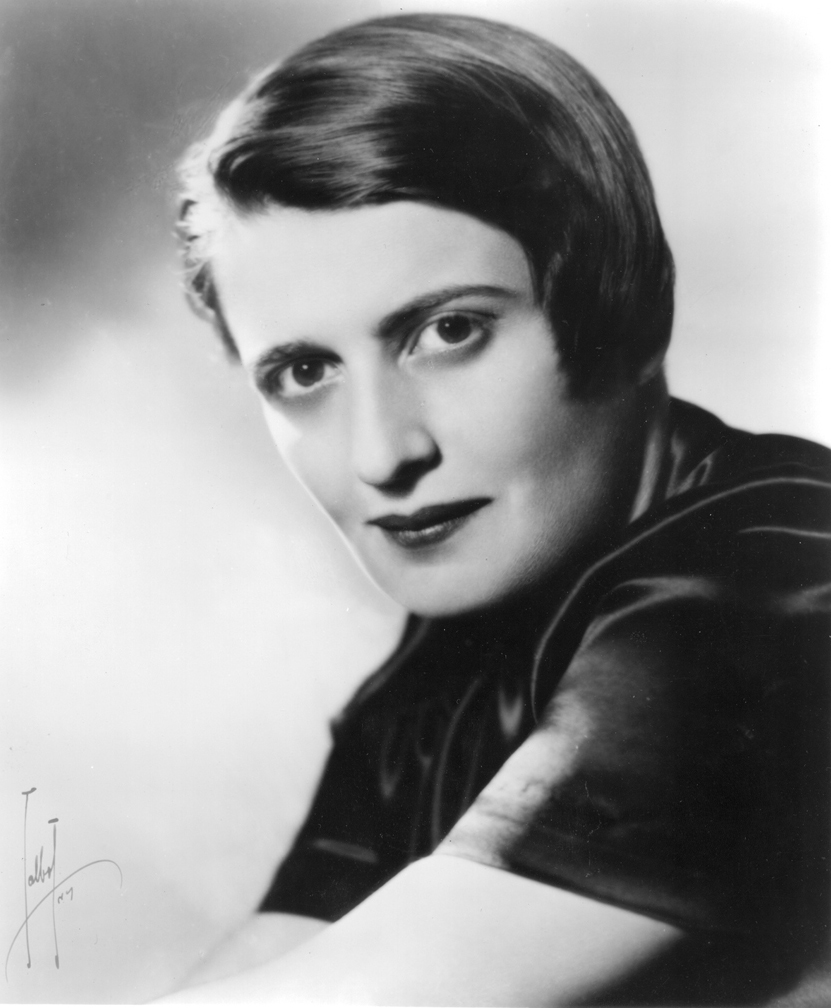
Ayn Rand, autorka novely

Chvalozpěv je antiutopická novela rusko-americké autorky Ayn Rand, sepsaná v roce 1937 a vydaná v roce 1938 v nakladatelství Cassell Velké Británii. V USA byla novela poprvé vydána v roce 1946 v malém nakladatelství Pamphleteers, Inc., přičemž toto vydání je lehce přepracované a od toho prvního se mírně liší. Posléze vyšlo několik dalších vydání, a to v různých jazycích. Ohlasy na novelu byly smíšené, někdy bývaly pozitivní, někdy nikoliv.
Ayn Rand původně plánovala nazvat novelu Ego. Příběh začala psát v létě 1937, když si chtěla dát přestávku od psaní rozsáhlé románu Zdroj (The Fountainhead).

## Děj a témata novely
Děj se odehrává v blíže neurčeném čase ve vzdálené budoucnosti, v období nového temného období. Totalitní režim vládnoucí světu eliminoval všechny formy individualismu a nahradil ho absolutním kolektivismem. V tomto světě ani neexistuje slovo „já“ – lidé znají pouze „my“ a jejich identita je podřízena společnosti jako celku. Celá společnost je technologicky velmi zaostalá.
Hlavní hrdinou příběhu je mladý muž jménem Rovnost 7-2521 (Equality 7-2521), který se od ostatních odlišuje svou zvídavostí a inteligencí. To ovšem společnost považuje za špatnou vlastnost a je mu za trest udělena role zametače ulic.
Během zametání ulic Rovnost 7-2521 objeví opuštěný tunel z dob předchozí civilizace. Tunel se stane jeho tajným útočištěm, kde za pomocí zde nalezených předmětů začne provádět vědecké experimenty. Podaří se mu znovuobjevit elektrické světlo, technologii, která byla v totalitním světě již zapomenuta. Uvěří, že jeho objev může pomoct posunout společnost dál, a tak ho představí „Světové radě učenců“, která vládne. Rada ale tento objev vidí jako hrozbu, která může narušit rovnost a stabilitu systému. Jeho čin byl příliš individualistický a podrývá ideu toho, že pokroku lze dosáhnout jen kolektivní silou. Rovnost 7-2521 je označen za zrádce a uprchne do lesů, ale dále se zdržuje v blízkosti společnosti.
Za nedlouho se setká s mladou ženou jménem Svoboda 5-3000 (Liberty 5-3000), které začne říkat Zlatá (Golden one), která ho obdivuje pro jeho sílu a odvahu. Rovnost 7-2521 a Zlatá se do sebe zamilují, láska je ovšem zakázaná a lidé nemají právo si vybírat partnery. Společně utíkají do divočiny, kde naleznou opuštěný dům z období předchozí civilizace, kde začínají nový život. Dům je plný knih schraňujících vědění lidstva. Rovnost 7-2521 přijme nové jméno Prometheus (podle titána, který přinesl lidem oheň) a Zlatá přijme nové jméno Gaea. Díky knihám Prometheus znovuobjeví význam slova „já“. Uvědomí si, že svoboda jednotlivce je klíčem k pokroku a štěstí, a přísahá, že vybuduje novou společnost založenou na úctě k individualismu.
Hlavní hrdina je i vypravěčem. Vzhledem k tomu, že celý život žil ve společnosti co neznala slovo „já“, je velká většina knihy psána v množném čísle první osoby.
Mezi hlavní témata novely patří kritika totalitních systémů, kteří potlačují svobodu jednotlivce ve prospěch kolektivu, oslava síly lidského rozumu a boje žít podle svých vlastních hodnot, ale i význam jazyka (Absence slova „já“ symbolizuje ztrátu osobní identity a individuality). Tyto hodnoty korespondují s objektivismem, filozofickým směrem, který autorka novely Ayn Rand založila.

## České vydání
Novela Chvalozpěv byla vydána česky v roce 2019, v překladu Ondřeje Efraima Kubíka.